# Chloe Bridges
Chloe Marisa Suazo Bridges (Louisiana, 27 dicembre 1991) è un'attrice statunitense, nota soprattutto per aver interpretato il ruolo di Dana Turner nel film Disney per la televisione Camp Rock 2: The Final Jam, e per il ruolo di Donna LaDonna nel telefilm The Carrie Diaries.

## Biografia
Chloe Bridges si interessa alla recitazione in giovane età, partecipando agli spettacoli della St. Martin's Episcopal School. A 11 anni, frequenta i corsi di moda e recitazione alla John Robert Powers di New Orleans. Oltre a film e serie TV, ha partecipato al videoclip di Remember December di Demi Lovato. Nel 2010 è anche giurata alla finale di My Camp Rock in onda su Disney Channel. Ha fatto parte del cast del telefilm The Carrie Diaries nel ruolo di Donna LaDonna. Dal 2014 recita in Pretty Little Liars, a partire dalla quinta stagione del telefilm.

## Filmografia

### Cinema
- Una squadra molto speciale (The Longshots), regia di Fred Durst (2008)
- Ufficialmente bionde (Legally Blonde), regia di Savage Steve Holland (2009)
- Forget Me Not, regia di Tyler Oliver (2009)
- Weekend in famiglia (Family Weekend), regia di Benjamin Epps (2013)
- Mantervention, regia di Stuart Acher (2014)
- The Final Girls, regia di Todd Strauss-Schulson (2015)
- Nightlight, regia di Scott Beck e Bryan Woods (2015)
- Mike & Dave - Un matrimonio da sballo (Mike and Dave Need Wedding Dates), regia di Jake Szymanski (2016)

### Televisione
- Freddie – serie TV, 22 episodi (2005-2006)
- George Lopez – serie TV, episodio 5x18 (2006)
- Jimmy fuori di testa (Out of Jimmy's Head) – serie TV, episodio 1x18 (2008)
- Camp Rock 2: The Final Jam, regia di Paul Hoen – film TV (2010)
- La festa (peggiore) dell'anno (Worst. Prom. Ever), regia di Dan Eckman – film TV (2011)
- 90210 – serie TV, episodi 4x03, 4x04 e 4x05 (2011)
- Suburgatory – serie TV, episodio 1x05 (2011)
- New Girl – serie TV, episodio 1x21 (2012)
- Social Nightmare, regia di Mark Quod – film TV (2013)
- The Carrie Diaries – serie TV, 26 episodi (2013-2014)
- Pretty Little Liars – serie TV, 10 episodi (2014-2017)
- Rizzoli & Isles – serie TV, episodio 6x08 (2015)
- Faking It - Più che amiche (Faking It) – serie TV, 5 episodi (2015-2016)
- The Grinder – serie TV, episodio 1x20 (2016)
- Daytime Divas – serie TV, 10 episodi (2017)
- Insatiable – serie TV, 5 episodi (2018-2019)
- Streghe (Charmed) – serie TV, 2 episodi (2019)
- The Rookie – serie TV, episodio 2x07 (2019)

## Doppiatrici Italiane
- Veronica Puccio in Freddie, La festa (peggiore) dell'anno
- Benedetta Degli Innocenti in Faking It - Più che amiche, Insatiable
- Valentina Favazza in Camp Rock 2: The Final Jam
- Chiara Gioncardi in The Carrie Diaries
- Eleonora Reti in Streghe (2018)